# Hanns Krause
Hanns Krause (* 17. Dezember 1916 in Berlin; † 9. April 1994 in Neuglobsow) war ein deutscher Schriftsteller.

## Leben
Hanns Krause war Sohn eines Arztes. Nach der Schule wurde er zum
Arbeitsdienst und anschließend zur Wehrmacht eingezogen. Er nahm als Soldat am Zweiten Weltkrieg teil. Nach Kriegsende hielt er sich in Oberbayern auf, wo er verschiedene Hilfstätigkeiten ausübte, u. a. als Müllergehilfe, Tischler und Drechsler. 1953 heiratete er die Bäuerin und Schriftstellerin Lori Ludwig und ließ sich mit ihr in Neuglobsow/Kreis Gransee nieder. Gemeinsam mit ihr leitete er bis zu Lori Ludwigs Tod im Jahre 1986 mehrere „Zirkel Schreibender Arbeiter“ in der Region.
Hanns Krauses schriftstellerisches Werk besteht vorwiegend aus Kinder- und Jugendbüchern, daneben verfasste er auch Hörspiele für Kinder.
Hanns Krause war seit 1954 Mitglied des Schriftstellerverbandes der DDR und erhielt u. a. 1965 einen Kinder- und Jugendbuchpreis des Ministeriums für Kultur der DDR.

## Werke
- Löwenspuren in Knullhausen. Feldberg 1949.
- Die Habermänner. Berlin 1950.
- Christels erstes Schuljahr. Feldberg (Meckl.) 1953.
- Frischer Wind im alten Haus. Berlin 1953.
- Holzdiebe im Jagen 45. Berlin 1953.
- Rennfahrer Klaus lernt radfahren. Berlin 1953.
- Die letzte Fahrt der „Anna Sörensen“. Berlin 1954.
- Strupp und Trolli. Berlin 1954.
- Überfall auf den Zirkus. Berlin 1954.
- Alibaba und die Hühnerfee. Berlin 1955.
- Von Wilddieben, Butterkremtorten und unruhigen Geistern. Berlin 1955.
- 1:0 für die Mädchen. Hörspiel, 1956.
- Das mußte uns passieren!. Berlin 1956.
- Schüsse im Walde. Berlin 1956.
- Bärenjagd in Tulpenau. Berlin 1957.
- Corinna und der König der Pferde. Berlin 1957.
- Die Jungen aus der Grützebartstraße. Berlin 1958 (zusammen mit Lori Ludwig).
- Die schöne Olga. Hörspiel, 1958.
- Kein Bett, kein Geld und große Ferien. Berlin 1960.
- Auf Wiedersehen in Kiebenitz. Berlin 1961.
- Von Schlingen, Pfannkuchen und jungen Hunden. Berlin 1961.
- Brückmanns aus dem zweiten Stock. Weimar 1962 (zusammen mit Lori Ludwig).
- Das Mädchen aus dem Nebenhaus. Weimar 1963.
- Detektive nach Schulschluß. Weimar 1965.
- Mit dem Kopf durch die Wand. Berlin 1967.
- Bleib im Sattel, Jana!. Weimar 1968.
- So ein Reinfall mit dem Einfall. Weimar 1969.
- Der Straßenschreck von Mannheim. Weimar 1970.
- Das Ponykarussell. Weimar 1971.
- Fünf Gramm Riesen. Berlin 1972.
- Die roten Hähne vom Stechlin. Weimar 1978.
- Unsere Große macht das schon. Weimar 1982.